# Kathryn Beaumont
Kathryn Beaumont (ur. 27 czerwca 1938 w Londynie) – brytyjsko-amerykańska aktorka, piosenkarka i nauczycielka. Użyczyła swojego głosu Alicji w Alicja w Krainie Czarów, jak i Wendy w Piotrusiu Panie.

## Życiorys
Kathryn Beaumont urodziła się jako córka Evelyn i Kennetha Beaumontów. Jej mama była tancerką a tata piosenkarzem. Zadebiutowała w filmie It Happened One Sunday, jej rola wzbudziła zainteresowanie Metro-Goldwyn-Mayer, który zaproponował jej  kontrakt. Jednak żadnej wielkiej roli w filmach tej wytwórni nie dostała.
Gdy Beaumont przeniosła się do Los Angeles Walt Disney zaczął przesłuchiwać małe brytyjki do roli Alicji w jego filmie, Kathryn wygrała casting, oprócz użyczenia Alicji (jak i późniejszej Wendy) głosu także była jej modelem.
W 2010 Beaumont wycofała się z aktorstwa. Role Alicji i Wendy przejęła Hynden Walch.

## Życie prywatne
W 1985 roku wyszła za mąż za Allana Levine.

## Filmografia
- 1943: It Happened One Sunday
- 1948: Z tobą na wyspie – Penelope Peabody
- 1949: Tajemniczy ogród – Muriel
- 2009: Sherlock Holmes – zdenerwowana kobieta[1]

## Dubbing
- 1951: Alicja w Krainie Czarów – Alicja
- 1953: Piotruś Pan – Wanda Darling
- 2001: Café Myszka – Alicja[1]
- 2003: 101 dalmatyńczyków II. Londyńska przygoda